# Tropikalna Skała
Tropikalna Skała – skała we wsi Tropie w województwie małopolskim, w powiecie nowosądeckim, w gminie Gródek nad Dunajcem. Znajduje się naprzeciwko wiszącej kładki dla pieszych nad Dunajcem, w lesie, w odległości około 50 m na północ od drogi z Tropia do Rożnowa. Pod względem geograficznym jest to obszar Pogórza Rożnowskiego, będący częścią Pogórza Środkowobeskidzkiego.
Zbudowana z piaskowca Tropikalna Skała ma wysokość do 20 m, długość kilkudziesięciu m. Jej południowo-zachodnia ściana jest pionowa lub przewieszona z zacięciami, filarami i okapami. Znajduje się na terenie prywatnym, którego właściciel zgodził się na uprawianie na skale wspinaczki skalnej pod warunkiem przestrzegania ustalonych zasad. W 2022 r. na skale są (wraz z wariantami) 23 drogi wspinaczkowe o trudności od V- do VI.3+ w skali polskiej oraz 3 projekty. Mają zamontowane stałe punkty asekuracyjne: ringi (r) i stanowiska zjazdowe (st) lub ringi zjazdowe (rz).
1. Kamel Tropi; V-, rz + 6rz + st
2. Projekt

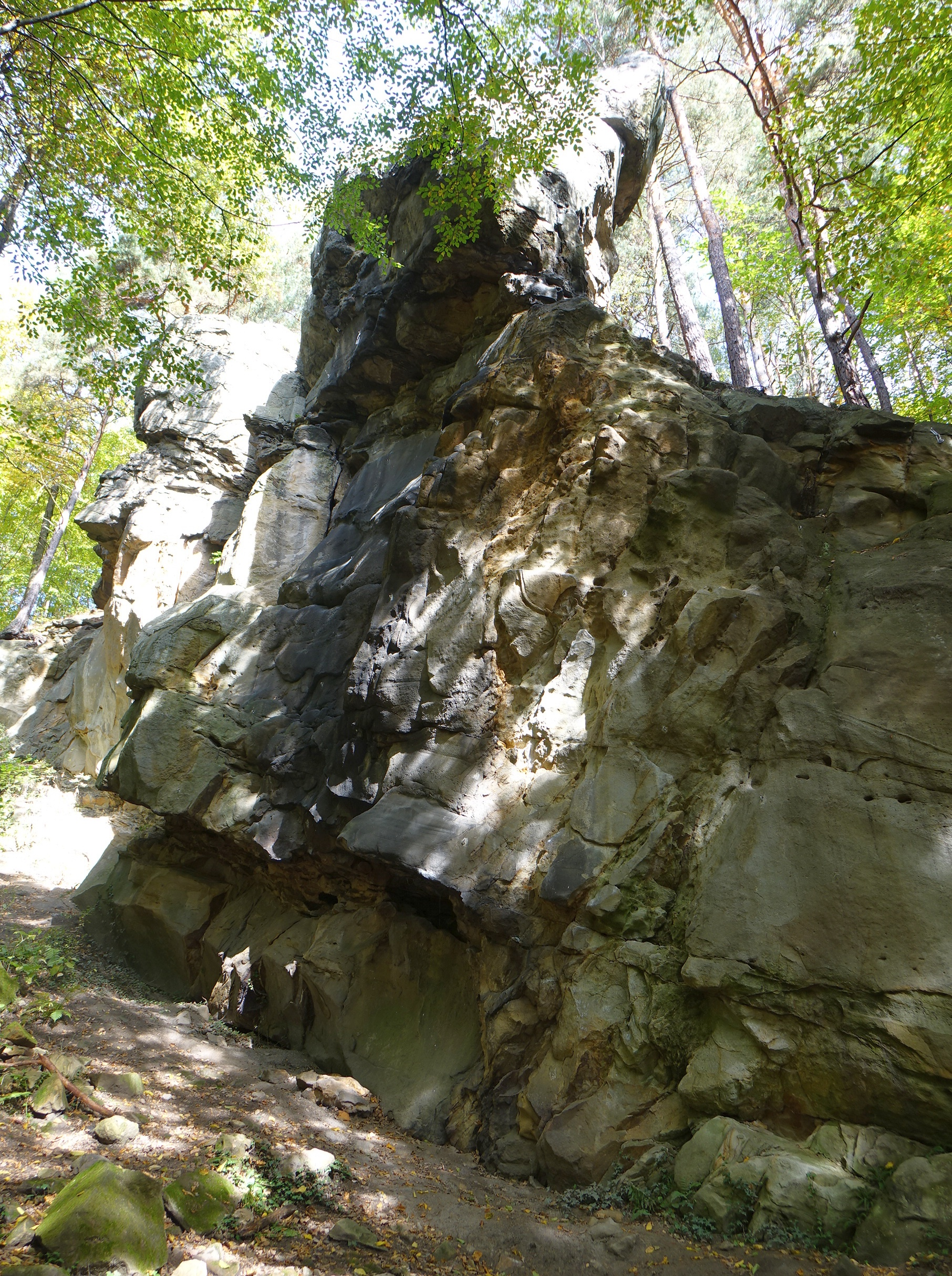
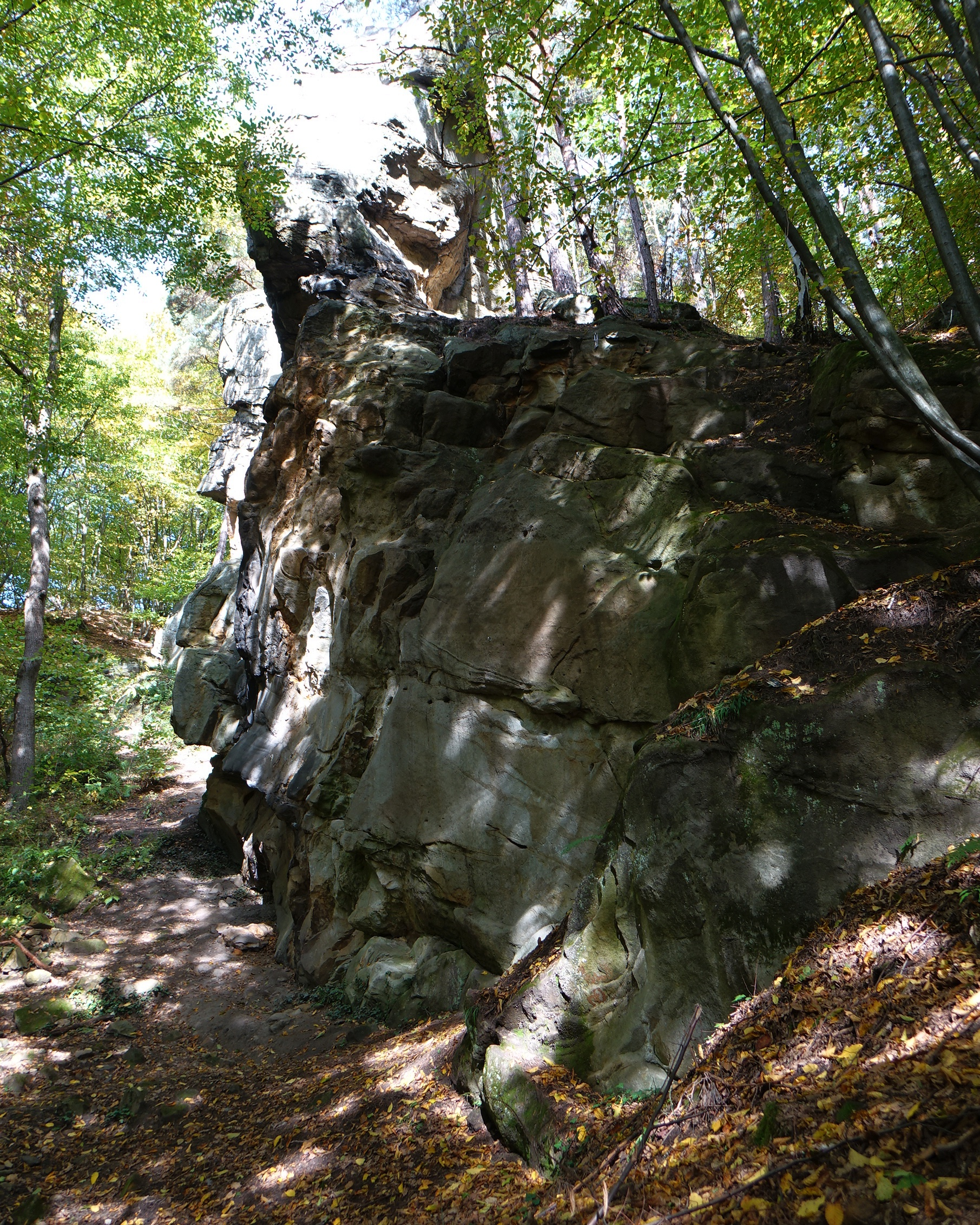
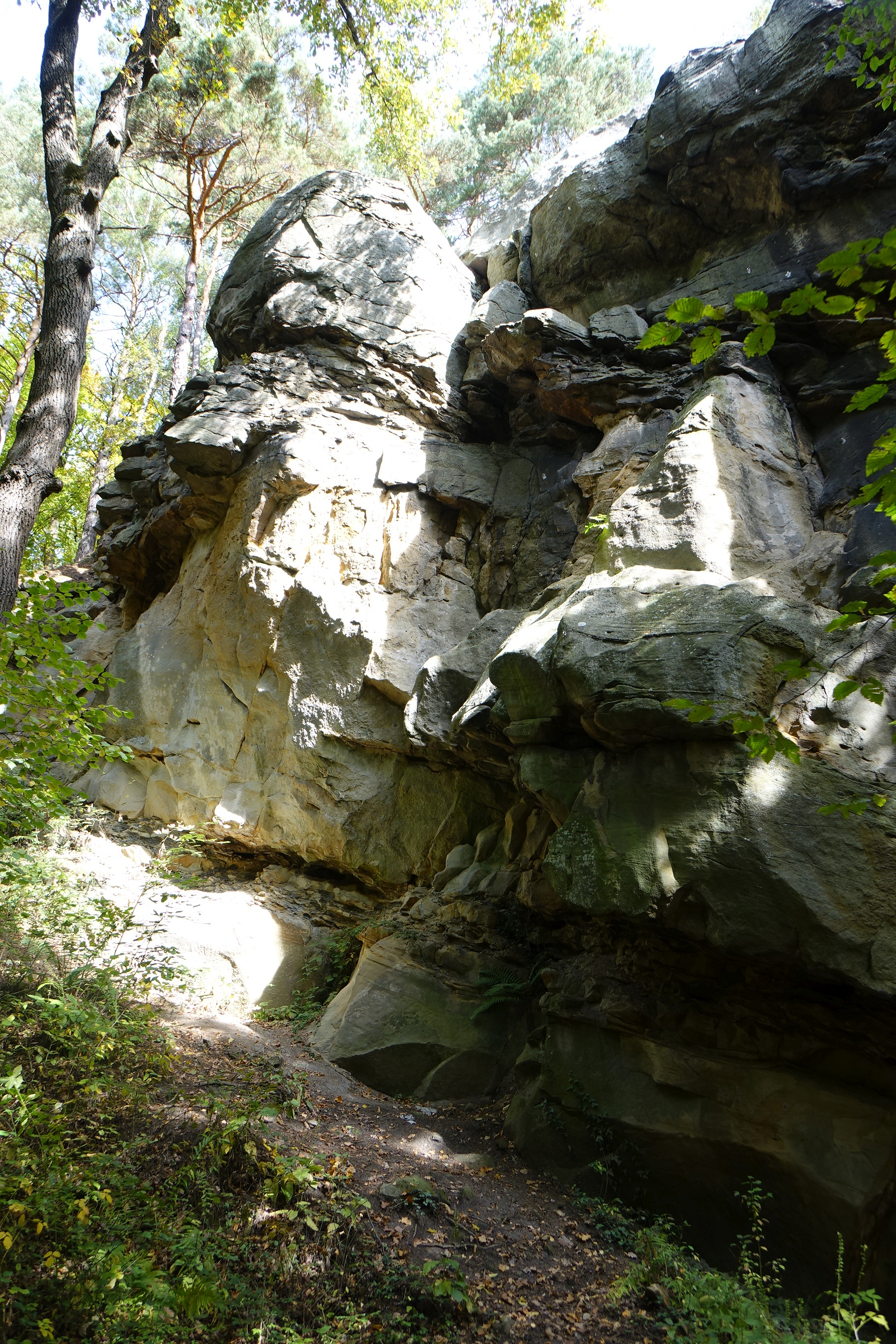
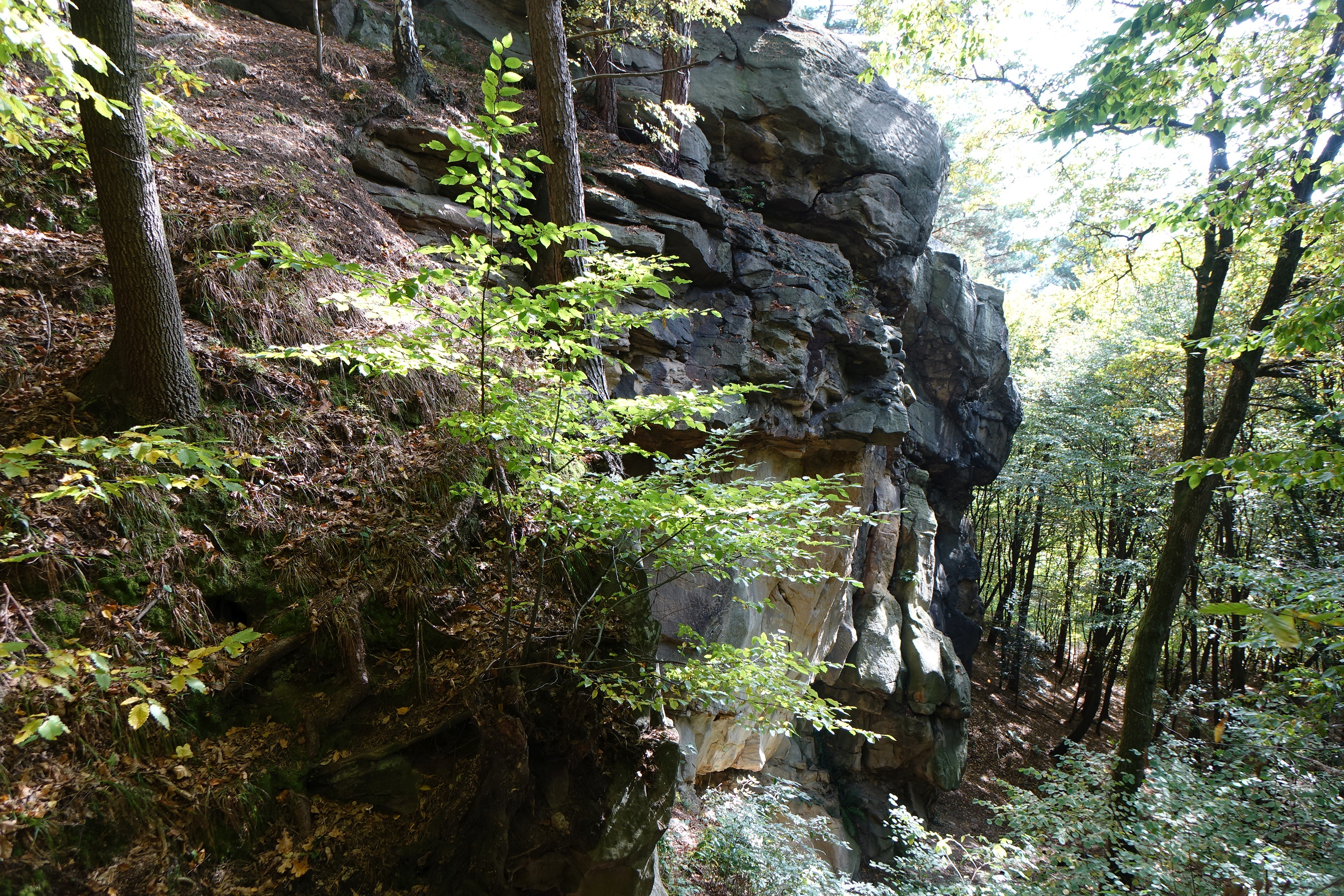
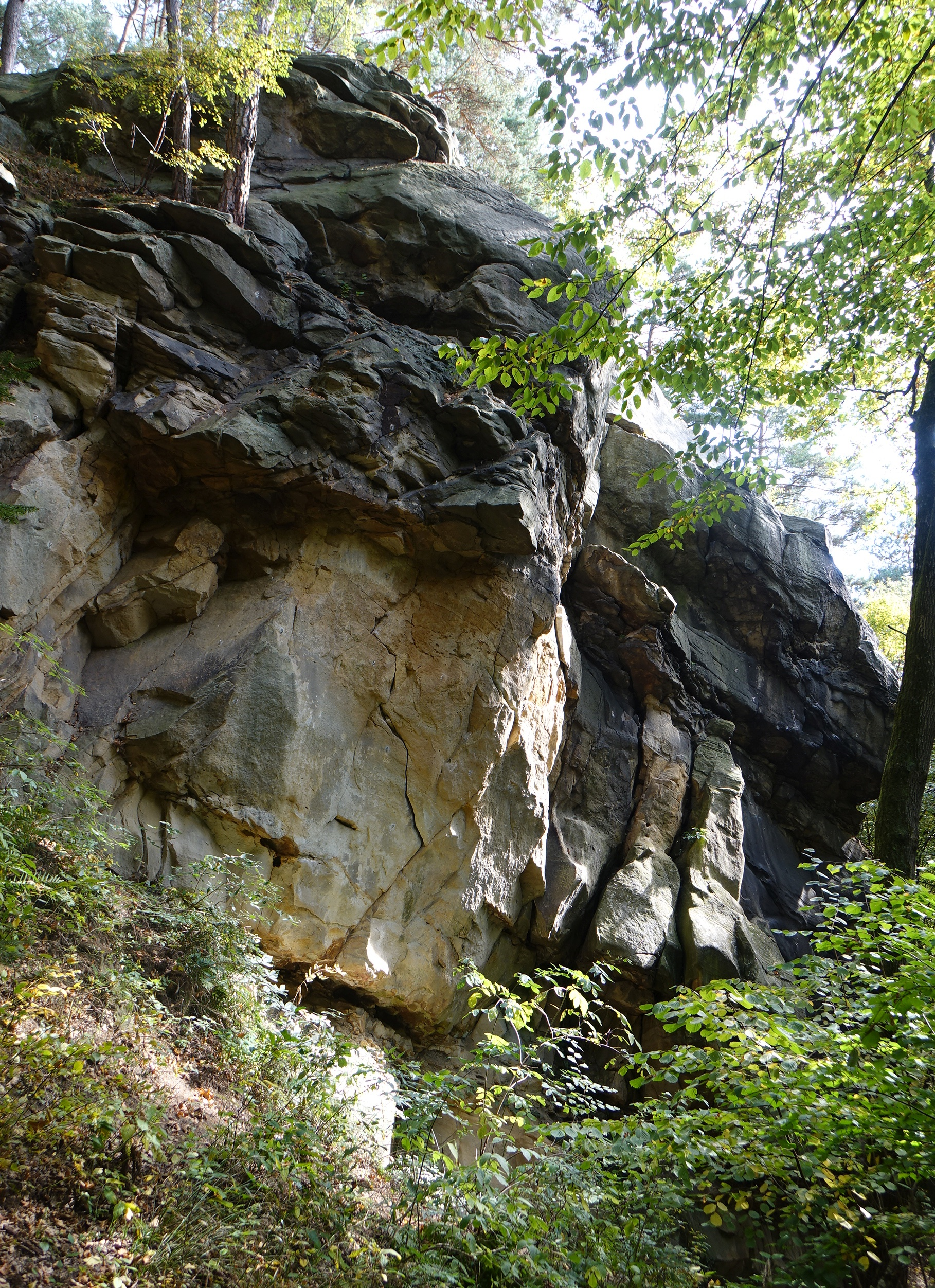
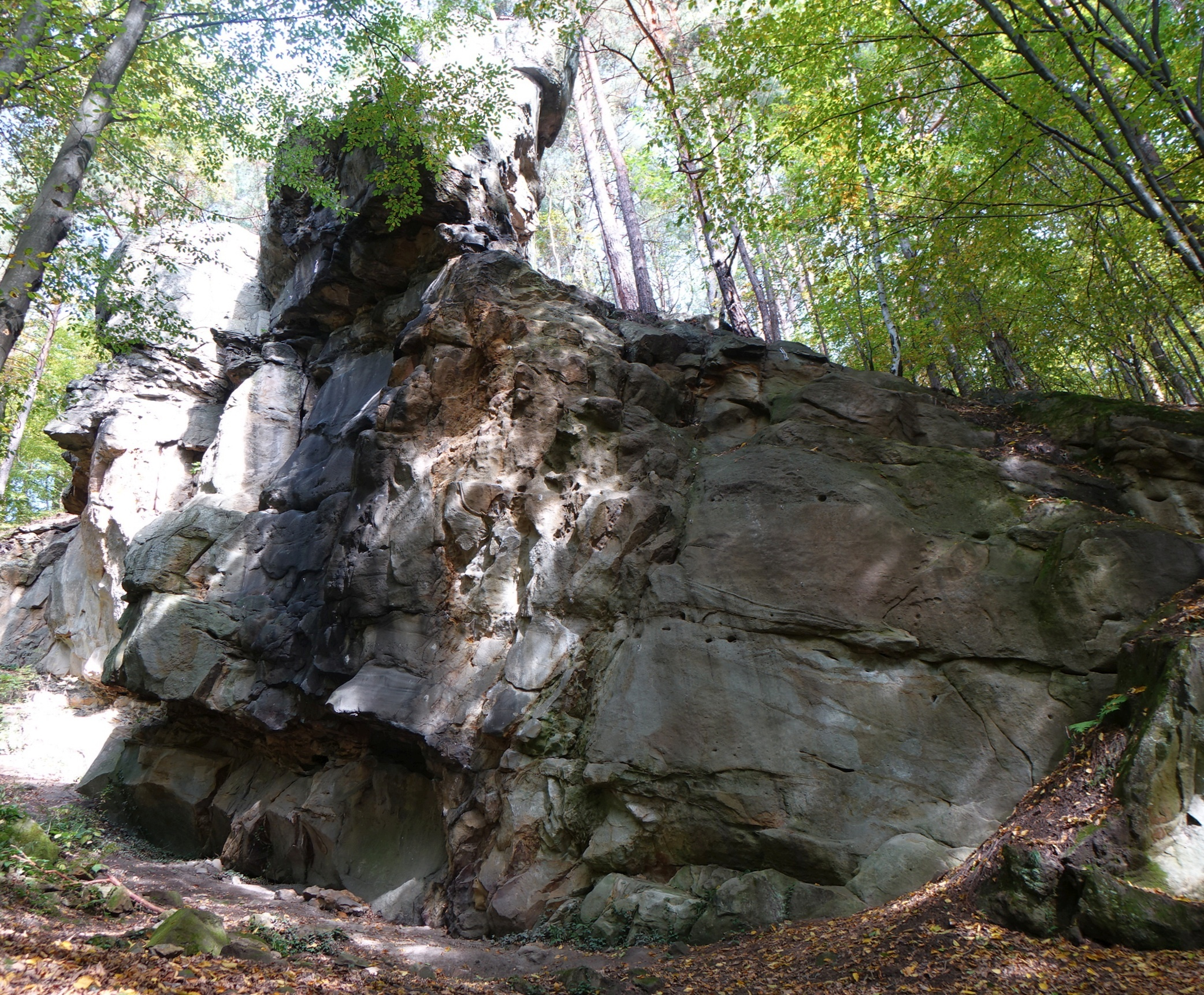

3. Władca gzymsu; VI.2+, rz + 6rz + st
4. Krew w tropikach; VI.4, 6rz + st
5. Projekt otwarty; 6rz + st
6. Magia sympatyczna; VI.4+, 6rz + st
7. Na tropie magii; VI.4/4+, 6rz + st
8. Abrakadabra; VI.3+, 5rz + st
9. Rubinowe oczy młodego; VI.1, 5rz + st
10. To jest mój las; VI+, 5rz + st
11. Las dla was; VI, 6rz + st
12. Projekt
13. Krwawa rączka; VI.1+, 5rz + st
14. Żelazny Mariusz; VI.2+, 6rz + st
15. Nagi Mariusz; VI.2+, 6rz + st
16. Naczczonagorano; VI.3, 6rz + st
17. Dajesz Pipi, dajesz; VI.1+, 6rz + st
18. Drżący puch; VI.3, 6rz + st)
19. Drżący puch ze skokiem; VI.3+, 6rz + st
20. Mobius; VI.2, 8rz + st
21. Piasek we włosach; VI+, 4rz + st
22. Zemsta krasnala; VI.1+, 7rz + st
23. Eksplozja Plechy; V+, 4rz + st
24. Zagrzybiona meduza; VI, 4rz + st
25. Irukandji otwarty projekt; 2rz + st
26. Jarzy Nówka z kokakolą; VI-, 2rz + st[1].